# Aysenia elongata
Aysenia elongata is een spinnensoort in de taxonomische indeling van de buisspinnen (Anyphaenidae).
Het dier behoort tot het geslacht Aysenia. De wetenschappelijke naam van de soort werd voor het eerst geldig gepubliceerd in 1902 door Albert Tullgren.